# Робен, Мюриэль
Мюриэль Мари Жанна Робен (фр. Muriel Marie Jeanne Robin; р. 2 августа 1955 года, Монбризон) — французская актриса кино, театра и телевидения.

## Биография
Мюриель Робен родилась в семье сапожника, была младшей из трёх детей.
В 1960 году семья переезжает в Сент-Этьен. С детства мечтала стать певицей, но в раннем возрасте стала продавать обувь вместе с отцом. В 1977 году уезжает в Париж, посещала театральные Курсы Флорана, затем поступила в Высшую национальную консерваторию драматического искусства, где обучалась на протяжении трёх лет под руководством Мишеля Буке. Окончив Консерваторию, вернулась в Сент-Этьен, где стала вновь продавать обувь.
В 1981 году уезжает к Роже Лори, который выступал со своей музыкальной группой в Париже. В Париже она встречает Анни Грегорио и устраивается на работу в Малый театр Бувар. Знакомится с Пьером Пальмадом, с которым основывает Театр одного актёра. Проект быстро становится популярным и прославляет Робен.
С 1994 года по 1997 год активно принимает участие в различных театральных постановках.
В 1997 году впервые снялась в кино в главной роли. Её приглашают на роль в фильме «Пришельцы 2: Коридоры времени». Роль приносит актрисе ещё больший успех.
В 2000 году приглашают на главную роль в фильме «В поисках счастья». В 2006 году получает статуэтку «Эмми» за роль Мари Бенар в мини-сериале «Мари Бенар, отравительница».

## Фильмография
- 1985 год — Актуальность (Urgence)
- 1986 год — Счастье постучалось снова (Le bonheur a encore frappé)
- 1987 год — Недостающее звено (La Passerelle) — Охранница
- 1988 год — Здравствуй, страх! (Bonjour l'angoisse) — Мадмуазель Шампьон
- 1997 год — Пришельцы 2: Коридоры времени (Les Couloirs du temps : Les Visiteurs 2) — Френегонда, невеста графа де Монмирая в прошлом/Беатрис, жена Жан Пьера в 1993 году
- 1999 год — Пёс в мешке (Doggy Bag) — Мама Сан
- 1999 год — Тарзан — Кевин Лима
- 2000 год — В поисках счастья (Marie-Line) — Мари-Лин
- 2001 год — Бекассин
- 2005 год — Сен-Жак... мечеть (Saint-Jacques… La Mecque) — Клара
- 2008 год — Музей сверху, музей снизу (Musée haut, musée bas) — Дама, ищущая Кандинского
- 2009 год — Молодые актрисы (Le Bal des actrices) — играет саму себя
- 2011 год — Папаши без вредных привычек (On ne choisit pas sa famille) — Ким
- 2011 — Hollywoo — Агент Жанны
- 2012 — Рай для животных (Le Paradis des bêtes) — Стефани Дюран

## Интересные факты
- В 2006 году выпустила DVD-сборник, посвящённый тридцатилетию карьеры Мюриель Робен, где собраны четыре самых значимых для неё спектакля.

## Награды
- Премия «Эмми» за роль Мари Бенар в мини-сериале Мари Бенар, отравительница.